# Lars Gulliksson
Lars Gulliksson (Övertorneå, 1967) is een Zweedse tenorsaxofonist, fluitist, klarinettist, arrangeur en componist in de jazz. Gullikson leidt de Sigmund Freud’s Mothers (ook bekend als de Swedish Mingus Band).

## Biografie
Gulliksson begon op zijn vijftiende saxofoon te spelen. Na muziekonderwijs in eigen land trok hij naar New York, waar hij o.a. bij George Coleman, Ellery Eskelin, Richie Beirach en George Garzone studeerde en zijn studie afsloot aan Manne's College of Music. Hij keerde terug naar Zweden, studeerde aan de muziekhogeschool in Malmö, werkte als freelancer en maakte zijn eerste opnames. Hij trok (ook internationaal) aandacht met de door hem geleide Sigmund Freud’s Mothers,  ook bekend als de Swedish Mingus Band. De naam is ontleend aan Charles Mingus' compositie 'All The Things You Could Be By Now If Sigmund Freud's Wife Was Your Mother'. De band interpreteert (net zoals bijvoorbeeld Mingus Dynasty en de Mingus Big Band) composities van de bassist en bandleider, zoals Orange Was the Colour of Her Dress Then Blue Silk.
Sinds 1998 leeft en werkt Gulliksson als musicus, arrangeur en componist in Stockholm. Tevens werkt hij voor film en televisie. Hij werkte samen met Marokkaanse musici in Marrakesh. Met de saxofonist Roland Keijser heeft hij een groep, Kalousch. Lars Gulliksson heeft tevens een eigen platenlabel, BReathING maCHIne.

## Discografie (selectie)
- Bumps Ahead (Dragon Records, 1996)
- Sigmund Freud’s Mothers: All the Things You Could Be By Now... (BReathING maCHIne, 2007)